# O'Hare (Metro de Chicago)
O'Hare es una estación en la Azul del Metro de Chicago y es administrada por la Autoridad de Tránsito de Chicago. La estación se encuentra localizada en  el Aeropuerto Internacional O'Hare en Chicago en O'Hare Drive. Los trenes están programados para salir de O'Hare cada 2-7 minutos durante los periodos de horas pico, y toman alrededor de 40 minutos en viajar al Loop. Es también la única estación del Metro de Chicago sin coordenadas. La razón de esto, se debe a que el Aeropuerto O'Hare no se alinea con ninguna calle de la ciudad.

## Historia
La estación O'Hare abrió el 4 de septiembre de 1984, como la terminal de una extensión de la línea Azul de la antigua terminal Jefferson Park. Fue construida por la firma arquitectónica Murphy/Jahn.

## Conexiones
Airport Transit System a Remote Parking
Pace Buses
- #250 Dempster Street
- #330 Manneheim-LaGrange Roads